# Fertődi bőtermő szedermálna

R. Mohacsyanus I1 (Fertődi 1 ({R. idaeus L. x R. caesius L.} x Logan (R. ursinus Cham. et Schlecht. rügymutációja))-es F1-es szelekció). Fertődi Kutató Intézet, 1973. Bejelentők: Dr. Kollányi László és munkatársai. Nemzeti fajtajegyzékben szereplő választékbővítő szedermálna fajta. Minősítve: 1980. 

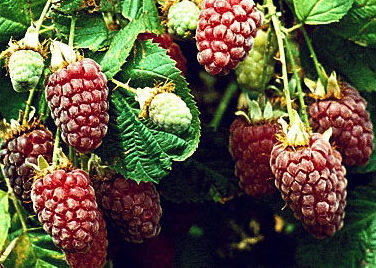
Fertődi bőtermő szedermálna

A szeder és a málna keresztezésével szintetikusan előállított komplex fajhibrid. Közepes növekedésű, hosszú oldalágakat nevel. A vesszők közepesen tüskézettek. Gyökérsarjakat nem nevel és a hajtáscsúcsa is rosszul gyökeresedik. Dugványozással szaporítható. Viszonylag fagyállóbb a többi szedermálna-fajtánál, de hidegebb teleinken vesszői elfagyhatnak. A szedernél lényegesen korábbi érési idejű. Bőtermő. Gyümölcse nagyon nagy, hosszú, kúp alakú, szőrös, sötét bordó, lilás árnyalattal. Kemény konzisztenciájú. Jól szállítható. Szüretelése nehéz, mert gyümölcse a vacokkúpról nem válik le. Esős időben a vacokkúp széthasadhat és "ikerbogyók" képződhetnek. Savanykás, éretten különleges ízű.
Gyümölcse dzsem készítésére kiváló. Kiskerti termesztésre alkalmas.